# Liste der denkmalgeschützten Objekte in Gryfów Śląski
Grundlage dieser Liste der denkmalgeschützten Objekte in Gryfów Śląski (Powiat Lwówecki) in der Woiwodschaft Niederschlesien sind die Listen des Narodowy Instytut Dziedzictwa (NID, deutsch Nationales Institut für Kulturerbe), siehe unter NID-Listen der Woiwodschaften unter "Wykaz zabytków nieruchomych wpisanych do rejestru zabytków" - Liste der unbeweglichen Denkmäler, eingetragen im Register der Denkmäler. 
Die folgenden Angaben ersetzen nicht die rechtsverbindliche Auskunft der Denkmalbehörde.

## Legende
- Lage: Angabe von Ort, Straßenname und Hausnummer des Kulturdenkmals. Der Link Standort führt zu verschiedenen Kartendarstellungen und nennt die Koordinaten des Kulturdenkmals.
- Objekt: Name, Bezeichnung oder die Art des Kulturdenkmals.
- Beschreibung: gibt die baulichen und geschichtlichen Einzelheiten des Kulturdenkmals an, vorzugsweise die Denkmaleigenschaften.
- NID-Nr.: Registriernummer des Kulturdenkmals entsprechend den Listen des Narodowy Instytut Dziedzictwa (NID, deutsch Nationalinstitut für Kulturerbe). Sie identifiziert das Kulturdenkmal eindeutig.
- Bild: zeigt ein Bild des Kulturdenkmals und gegebenenfalls einen Link zu weiteren Fotos des Kulturdenkmals im Medienarchiv Wikimedia Commons.

## Denkmalgeschützte Objekte der StadtGryfów Śląski
Die denkmalgeschützten Objekte werden entsprechend der polnischen Denkmalliste nach Ortsteilen aufgelistet.

### Gryfów Śląski(Greiffenberg)
| Lage                                              | Objekt                         | Beschreibung                                        | NID-Nr.      | Bild                           |
| ------------------------------------------------- | ------------------------------ | --------------------------------------------------- | ------------ | ------------------------------ |
| Gryfów Śląski (Standort)                          | Stadt                          | Gesamtbild der Stadt                                | A/1806/381   | Stadt                          |
| Gryfów Śląski (Standort)                          | Hedwigskirche                  | Pfarrkirche St. Hedwig, 16. Jahrhundert             | A/827/65     | weitere Bilder                 |
| Gryfów Śląski (Standort)                          | Laurentius-Friedhofskirche     | Friedhofskirche des Hl. Laurentius, 16. Jahrhundert | A/828/1521   | weitere Bilder                 |
| Gryfów Śląski (Standort)                          | römisch-katholischer Friedhof  | jetzt Stadtfriedhof, Mitte 16. und 20. Jahrhundert  | A/824/685/J  | weitere Bilder                 |
| Gryfów Śląski (Standort)                          | evangelischer Friedhof         | jetzt Stadtfriedhof, Anfang des 19. Jahrhunderts    | 686/J        | weitere Bilder                 |
| Gryfów Śląski (Standort)                          | Stadtmauer                     |                                                     | A/825/1539   | weitere Bilder                 |
| Gryfów Śląski, Rynek 1 (Standort)                 | Rathaus                        | 18. Jahrhundert                                     | A/832/1122   | Rathaus                        |
| Gryfów Śląski, ul. Bankowa 6 (Standort)           | Haus                           |                                                     | A/851/1130   | Haus                           |
| Gryfów Śląski, ul. Jeleniogórska 7 (Standort)     | Gebäude der Schützengilde      | 1756, 19. Jahrhundert                               | A/831/854/J  | BW                             |
| Gryfów Śląski, ul. Felczerska 1a (Standort)       | Häuser                         | Anfang des 19. Jahrhunderts                         | A/898/2089   | Häuser                         |
| Gryfów Śląski, ul. Felczerska 2 (Standort)        | Haus                           | Anfang des 19. Jahrhunderts                         | A/898/2089   | Haus                           |
| Gryfów Śląski, ul. Felczerska 3 (Standort)        | Haus                           | Anfang des 19. Jahrhunderts                         | A/898/2089   | BW                             |
| Gryfów Śląski, ul. Felczerska 4 (Standort)        | Haus                           | Anfang des 19. Jahrhunderts                         | A/898/2089   | BW                             |
| Gryfów Śląski, ul. Felczerska 5 (Standort)        | Haus                           | Anfang des 19. Jahrhunderts                         | A/898/2089   | BW                             |
| Gryfów Śląski, ul. Felczerska 5 (Standort)        | Haus                           | Anfang des 19. Jahrhunderts                         | A/898/2089   | BW                             |
| Gryfów Śląski, ul. Felczerska 6 (Standort)        | Haus                           | Anfang des 19. Jahrhunderts                         | A/826/2093   | BW                             |
| Gryfów Śląski, ul. Felczerska 7 (Standort)        | Haus                           | Anfang des 19. Jahrhunderts                         | A/898/2089   | BW                             |
| Gryfów Śląski, ul. Felczerska 12 (Standort)       | Haus                           |                                                     | A/826/2093   | BW                             |
| Gryfów Śląski, ul. Felczerska 13 (Standort)       | Haus                           | Anfang des 19. Jahrhunderts                         | A/826/2093   | Haus                           |
| Gryfów Śląski, pl. Kościelny 8 (Standort)         | Pfarrschule, jetzt Wohnhaus    | 1587, Ende des 19. Jahrhunderts                     | A/848/1333/J | weitere Bilder                 |
| Gryfów Śląski, pl. Kościelny 9 (Standort)         | römisch-katholisches Pfarrhaus | 1531, 1874–1883                                     | A/849/1334/J | römisch-katholisches Pfarrhaus |
| Gryfów Śląski, ul. Lubańska 9 (Standort)          | Haus                           |                                                     | A/830/1020   | weitere Bilder                 |
| Gryfów Śląski, ul. Lubańska 10 (Standort)         | Mietshaus                      | 1854                                                | A/829/1181/J | weitere Bilder                 |
| Gryfów Śląski, ul. Młyńska 8 (Standort)           | Villa, jetzt Vorschule         | 1888                                                | A/5340       | BW                             |
| Gryfów Śląski, ul. Polna 6a (Standort)            | Wohn- und Wirtschaftsgebäude   | Wohn- und Wirtschaftsgebäude, spätes 20. Jh.        | A/6191       | BW                             |
| Gryfów Śląski, Rynek 1/2 (Standort)               | Bürgerhaus                     | Bürgerhaus, 16. Jh., 18. Jh. 19./20. Jh.            | A/833/1534   | weitere Bilder                 |
| Gryfów Śląski, Rynek 3 (Standort)                 | Bürgerhaus                     | Bürgerhaus, 16. Jh., 18. Jh. 19./20. Jh.            | A/833/1534   | weitere Bilder                 |
| Gryfów Śląski, Rynek 4 (Standort)                 | Bürgerhaus                     | Bürgerhaus, 16.-18. Jh.                             | A/834/1022   | weitere Bilder                 |
| Gryfów Śląski, Rynek 5 (Standort)                 | Bürgerhaus                     | Bürgerhaus, 16. Jh., 19. Jh.                        | A/835/855/J  | Bürgerhaus                     |
| Gryfów Śląski, Rynek 6 (Standort)                 | Bürgerhaus                     | Bürgerhaus, 15. Jh., 1730, 20. Jh.                  | A/836/1125   | Bürgerhaus                     |
| Gryfów Śląski, Rynek 10 (Standort)                | Bürgerhaus                     | Bürgerhaus, 18. Jh.                                 | A/837/1126   | weitere Bilder                 |
| Gryfów Śląski, Rynek 11 (Standort)                | Bürgerhaus                     | Bürgerhaus, 16. Jh.                                 | A/838/1535   | weitere Bilder                 |
| Gryfów Śląski, Rynek 12 (Standort)                | Bürgerhaus                     | Bürgerhaus, 16.-18. Jh.                             | A/839/1023   | weitere Bilder                 |
| Gryfów Śląski, Rynek 13 (Standort)                | Bürgerhaus                     | Bürgerhaus, Mitte 18. Jh.                           | A/840/1127   | weitere Bilder                 |
| Gryfów Śląski, Rynek 14 (Standort)                | Bürgerhaus                     | Bürgerhaus, 18. Jh.                                 | A/841/1006/J | weitere Bilder                 |
| Gryfów Śląski, Rynek 15 (Standort)                | Bürgerhaus                     | Bürgerhaus, 16.-19. Jh.                             | A/842/1007/J | weitere Bilder                 |
| Gryfów Śląski, Rynek 16 (Standort)                | Bürgerhaus                     | Bürgerhaus, 16.-18. Jh.                             | A/843/1008/J | weitere Bilder                 |
| Gryfów Śląski, Rynek 18 (Standort)                | Bürgerhaus                     | Bürgerhaus, 2. Hälfte 16. Jh., 20. Jh.              | A/844/1009/J | weitere Bilder                 |
| Gryfów Śląski, Rynek 31 (Standort)                | Bürgerhaus                     | Bürgerhaus, 16. Jh., 18. Jh.                        | A/897/1537   | Bürgerhaus                     |
| Gryfów Śląski, Rynek 32 (Standort)                | Bürgerhaus                     | Bürgerhaus, 16. Jh., 18. Jh.                        | A/897/1537   | Bürgerhaus                     |
| Gryfów Śląski, Rynek 33 (Standort)                | Bürgerhaus                     | Bürgerhaus, Mitte 18. Jh., spätes 20. Jh.           | A/845/1128   | Bürgerhaus                     |
| Gryfów Śląski, Rynek 34 (Standort)                | Bürgerhaus                     | Bürgerhaus, 16. Jh., 18. Jh.                        | A/846/1129   | Bürgerhaus                     |
| Gryfów Śląski, Rynek 37 (Standort)                | Bürgerhaus                     | Bürgerhaus, 18. Jh.                                 | A/847/1538   | Bürgerhaus                     |
| Gryfów Śląski, ul. Sanatoryjna 10 (Standort)      | Bürgerhaus                     | Bürgerhaus, 18. Jahrhundert                         | A/850/1021   | weitere Bilder                 |
| Gryfów Śląski, ul. Wojska Polskiego 60 (Standort) | Bürgerhaus                     | Bürgerhaus, 1706, 19. Jahrhundert                   | A/852/1067/J | Bürgerhaus                     |

### Proszówka(Gräflich Neundorf)
| Lage                 | Objekt                    | Beschreibung | NID-Nr.     | Bild           |
| -------------------- | ------------------------- | --- | ----------- | -------------- |
| Proszówka (Standort) | Burgruine Greiffenstein   | Zamek Gryf (13./14. und 16. Jahrhundert) | A/853/497   | weitere Bilder |
| Proszówka (Standort) | Schloss Gräflich Neundorf | Schloss Proszówka (Ende 18. Jahrhundert) – Gesamtanlage mit - Schloss (1798, 20. Jahrhundert) - Bauernhof und Nebengebäude (frühes 20. Jhdt.) - Mauer mit Bastionen (1798) - Park (A/854/968/J) | A/855/519/J | weitere Bilder |

### Rząsiny(Welkersdorf)
| Lage               | Objekt                                                      | Beschreibung                                                                                           | NID-Nr.     | Bild                      |
| ------------------ | ----------------------------------------------------------- | --- | ----------- | ------------------------- |
| Rząsiny (Standort) | Kirchenruine mit Friedhof                                   | Gesamtanlage mit - Kirchenruine (1. Hälfte des 16. Jahrhunderts), - Friedhof an der Kirche - Mausoleum | A/858/930/J | Kirchenruine mit Friedhof |
| Rząsiny (Standort) | evangelische Kirche, jetzt römisch-katholische Marienkirche | Mutter Gottes vom Ostrobrama (1751–1753)                                                               | A/1640      | weitere Bilder            |
| Rząsiny (Standort) | Schlossanlage                                               | Schloss (18. und 19. Jahrhundert)                                                                      | A/856/486   | Schlossanlage             |
| Rząsiny (Standort) | Schlosspark                                                 | Schlosspark (18. und 19. Jahrhundert)                                                                  | A/875/659/J | Schlosspark               |

### Ubocze(Schosdorf)
| Lage                                                 | Objekt                   | Beschreibung                                                                             | NID-Nr.      | Bild           |
| ---------------------------------------------------- | ------------------------ | ---------------------------------------------------------------------------------------- | ------------ | -------------- |
| Ubocze (Standort)                                    | Kirche Mariä Heimsuchung | Kirche Mariä Heimsuchung (15.-18. Jh.)                                                   | A/859/473    | weitere Bilder |
| Ubocze (Standort)                                    | Friedhof                 | Gesamtanlage Friedhof - Friedhofsanlage (15. und 19. Jh.) - Umfriedung mit Tor (16. Jh.) | A/860/1122/J | BW             |
| Ubocze Dolne (Nieder Schosdorf) 138 (Standort)       | Herrenhaus               | Gesamtanlage mit - Herrenhaus (18./19. Jahrhundert) - Schlosspark (18./19. Jahrhundert)  | A/861/763/J  | BW             |
| Ubocze Dolne Nr. 264 (Standort)                      | Schlosspark              | Ende 19. Jahrhundert                                                                     | A/862/890/J  | BW             |
| Ubocze Średnie (Mittel Schosdorf) Nr. 170 (Standort) | Park                     | Mitte 19. Jahrhundert                                                                    | A/863/711/J  | BW             |
| Ubocze-Kolonia Nr. 66 (Standort)                     | Park                     | Anfang 19. Jahrhundert                                                                   | A/856/712/J  | BW             |

### Wieża(Wiesa)
| Lage                    | Objekt    | Beschreibung              | NID-Nr.    | Bild           |
| ----------------------- | --------- | ------------------------- | ---------- | -------------- |
| Wieża Nr. 65 (Standort) | Pfarrhaus | Pfarrhaus, jetzt Wohnhaus | A/866/1503 | weitere Bilder |

### Wolbromów(Klein-Neundorf)
| Lage                 | Objekt                                    | Beschreibung                                                                                   | NID-Nr.      | Bild                                      |
| -------------------- | ----------------------------------------- | ---------------------------------------------------------------------------------------------- | ------------ | ----------------------------------------- |
| Wolbromów (Standort) | Filialkirche des hl. Johannes von Nepomuk | Filialkirche des hl. Johannes von Nepomuk, 15. und 19. Jh.                                     | A/5990       | Filialkirche des hl. Johannes von Nepomuk |
| Wolbromów (Standort) | Friedhof                                  | Friedhof an der Johannes-Nepomuk-Kirche, 15. und 19. Jh.                                       | A/867/1106/J | BW                                        |
| Wolbromów (Standort) | Schloss Klein-Neundorf                    | Gesamtanlage (2. Hälfte des 19. Jahrhunderts) mit - Schloss (A/868/616/J) - Park (A/896/710/J) | A/868/616/J  | BW                                        |